# کارنگ تنگاه
کارنگ تنگاه (اندونزیایی: Karang Tengah) شهری در استان جاوه غربی کشور اندونزی است. جمعیت این شهر بر اساس سرشماری سال ۱۹۹۰ میلادی، ۲۸٫۰۶۲ نفر و بر اساس سرشماری سال ۲۰۰۰ میلادی، ۱۰۱٫۴۳۰ بوده که در سال ۲۰۰۷ میلادی به ۱۵۷٫۷۵۱ نفر افزایش یافته‌است.